# マックス・スタイナー

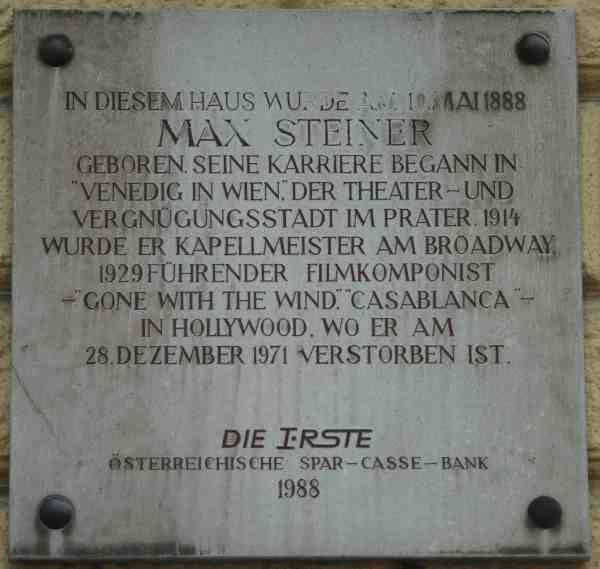
マックス・スタイナー

マックス・スタイナー（Max Steiner、1888年5月10日 - 1971年12月28日）は、オーストリア生まれのアメリカ合衆国の映画音楽作曲家。本名はマクシミーリアン・ラウル・ヴァルター・シュタイナー（Maximilian Raoul Walter Steiner）。

## 人物・来歴
祖父のマクシミリアン・シュタイナー（Maximilian Steiner、1830年ブダ – 1880年）はアン・デア・ウィーン劇場の支配人で、父のガボール・シュタイナー（ハンガリー語: Steiner Gábor、1858年、テメシュヴァール – 1944年）はウィーンの遊園地の経営者だった。母はグラーツ出身のバレエダンサーMarie «Mizzi» Steiner（née Hollmann, Hasiba）。名付け親はリヒャルト・シュトラウス。
1894年からエドムント・アイスラーにピアノを習い始め、1897年に最初の作曲作品である歌曲Lasse einmal noch dich küssen（カール・リンダウ 詞）を出版した。1904年9月15日にウィーン楽友協会音楽院（現在のウィーン国立音楽大学）に入学し、ロベルト・フックスに対位法を、フェリックス・ワインガルトナーに作曲を、ヘルマン・グレーデナーに和声法を、アルノルト・ロゼにヴァイオリンを師事した。彼はその才能で4年の課程を1年で終えた。同時期にグスタフ・マーラーからレッスンを受けている。
16歳のときオペレッタ『美しいギリシア娘』を作曲した。第一次世界大戦のときはロンドンにいて、敵性外国人に分類されたが、ウェストミンスター公から出国書類をもらうことができ、1914年12月に32ドルを持ってニューヨークに到着した。
スタイナーは編曲者、オーケストレーター、ヴィクター・ハーバートやジェローム・カーンやジョージ・ガーシュウィンのブロードウェイ・ミュージカルの指揮者として15年働いた。
1929年、スタイナーは『リオ・リタ』の映画版の音楽を製作するために、RKOからハリウッドに招かれた。1933年の『キング・コング』の映画音楽によって名声を得た。『トップ・ハット』『ロバータ』などのフレッド・アステアとジンジャー・ロジャースの出演したミュージカル映画の音楽も担当した。その他、何百もの映画音楽を作曲し、ワーナー・ブラザースの音楽部門でもっとも有名な作曲家であった。
彼は3回アカデミー作曲賞を受賞し、26回ノミネートされている。しかしもっとも有名な『風と共に去りぬ』は受賞できなかった。

## 主な作品
- シマロン Cimarron（1931年）
- 勝利の朝 Morning Glory（1933年）
- 若草物語 Little Women（1933年）
- キング・コング King Kong（1933年）
- 痴人の愛 Of Human Bondage（1934年）
- トップ・ハット Top Hat（1935年）
- 男の敵 The Informer（1935年）
- 三銃士 The Three Musketeers（1935年）
- 小公子 Little Lord Fauntleroy（1936年）
- 沙漠の花園 The Garden of Allah（1936年）
- スタア誕生 A Star Is Born（1937年）
- ゾラの生涯 The Life of Emile Zola（1937年）
- 或る女 That Certain Woman（1937年）
- 黒蘭の女 Jezebel（1938年）
- 汚れた顔の天使 Angels with Dirty Faces（1938年）
- オクラホマ・キッド The Oklahoma Kid（1938年）
- 愛の勝利 Dark Victory（1939年）
- 風と共に去りぬ Gone with the Wind（1939年）
- 我れ暁に死す Each Dawn I Die（1939年）
- 月光の女 The Letter（1940年）
- ヨーク軍曹 Sergeant York（1941年）
- 壮烈第七騎兵隊 They Died with Their Boots On（1941年）
- 情熱の航路 Now, Voyager（1942年）
- カサブランカ Casablanca（1942年）
- 君去りし後 Since You Went Away（1944年）
- サラトガ本線 Saratoga Trunk（1944年）
- ミルドレッド・ピアース Mildred Pierce（1945年）
- 離愁 Tomorrow Is Forever（1946年）
- 盗まれた青春 A Stolen Life（1946年）
- 三つ数えろ The Big Sleep（1946年）
- 黄金 The Treasure of the Sierra Madre（1948年）
- キー・ラーゴ Key Largo（1948年）
- 白熱 White Heat（1949年）
- ガラスの動物園 The Glass Menagerie（1950年）
- 女囚の掟 Caged（1950年）
- アメリカ野郎 Jim Thorpe – All-American (1951年)
- スプリングフィールド銃 Springfield Rifle（1952年）
- ジャズ・シンガー The Jazz Singer (1952年)
- 獅子王リチャード King Richard and the Crusaders（1954年）
- ケイン号の叛乱 The Caine Mutiny（1954年）
- マッコーネル物語 The McConnell Story（1955年）
- トロイのヘレン Helen of Troy（1956年）
- 二人の可愛い逃亡者　Escape in Japan (1957年)
- マーベリック (テレビドラマ) Maverick（1957年 - 1962年）
- サンセット77 (テレビドラマ) 77 Sunset Strip（1958年 - 1964年）
- 初恋　Marjorie Morningstar (1958年)
- 避暑地の出来事 A Summer Place（1959年）
- 縛り首の木 The Hanging Tree（1959年）
- ハワイアンアイ (テレビドラマ) Hawaiian Eye（1959年 - 1963年）
- 階段の上の暗闇 The Dark at the Top of the Stairs（1960年）
- 二十歳の火遊び　Parrish (1961年)
- スーザンの恋　Susan Slade (1961年)
- 恋愛専科 Rome Adventure（1962年）
- スペンサーの山 Spencer's Mountain（1963年）
- 遠い喇叭 A Distant Trumpet（1964年）
- われらキャロウェイ Those Calloways（1965年）

## 受賞歴

### アカデミー賞
受賞
1935年 アカデミー作曲賞:『男の敵』
1944年 アカデミー作曲賞（ドラマ&コメディ部門）:『君去りし後』
1942年 アカデミー作曲賞（ドラマ&コメディ部門）:『情熱の航路』
ノミネート
1934年 アカデミー作曲賞:『コンチネンタル』
1934年 アカデミー作曲賞:『肉弾鬼中隊』
1936年 アカデミー作曲賞:『進め龍騎兵』
1936年 アカデミー作曲賞:『沙漠の花園』
1937年 アカデミー作曲賞:『ゾラの生涯』
1938年 アカデミー作曲賞:『黒蘭の女』
1939年 アカデミー作曲賞:『愛の勝利』
1939年 アカデミー作曲賞:『風と共に去りぬ』
1940年 アカデミー作曲賞:『月光の女』
1941年 アカデミー作曲賞（ドラマ部門）:『ヨーク軍曹』
1943年 アカデミー作曲賞（ドラマ&コメディ部門）:『カサブランカ』
1944年 アカデミー作曲賞（ドラマ&コメディ部門）:『マーク・トゥエインの大冒険』
1945年 アカデミー作曲賞（ミュージカル部門）:『アメリカ交響楽』
1946年 アカデミー作曲賞（ミュージカル部門）:『夜も昼も』
1947年 アカデミー作曲賞（ドラマ&コメディ部門）:『ライフ・ウィズ・ファーザー』
1947年 アカデミー作曲賞（ミュージカル部門）:『愛国の唄』
1948年 アカデミー作曲賞（ドラマ&コメディ部門）:『ジョニー・ベリンダ』
1949年 アカデミー作曲賞（ドラマ&コメディ部門）:『森の彼方に』
1950年 アカデミー作曲賞（ドラマ&コメディ部門）:『怪傑ダルド』
1952年 アカデミー作曲賞（ドラマ&コメディ部門）:『ファチマの奇跡』
1952年 アカデミー作曲賞（ミュージカル部門）:『ジャズ・シンガー』
1954年 アカデミー作曲賞（ドラマ&コメディ部門）:『ケイン号の叛乱』
1955年 アカデミー作曲賞（ドラマ&コメディ部門）:『愛欲と戦場』

### ゴールデングローブ賞
受賞
1948年 ゴールデングローブ賞 作曲賞：『Life with Father』